# Ceratodon novo-granatensis
Ceratodon novo-granatensis là một loài rêu trong họ Ditrichaceae. Loài này được Hampe mô tả khoa học đầu tiên năm 1865.